# Margarete Weinhandl
Margarete Weinhandl (* 5. Juni 1880 in Cilli als Margarete Glantschnigg; † 28. September 1975 in Graz) war eine österreichisch-deutsche Schriftstellerin, Erzählerin, Lyrikerin und Lehrerin.

## Leben
Margarete wurde 1880 im untersteirischen Cilli (heute zu Slowenien) geboren. Sie war die zweite Tochter des Rechtsanwaltes Eduard Glantschnigg und dessen Ehefrau Emilie, geborene Hofmann.
Im Herbst 1889 übersiedelte die Familie nach Marburg (heute Maribor in Slowenien), wo Margarete die Volksschule und von 1891 bis Juli 1894 die Bürgerschule besuchte. Im Sommer 1898 starb nach längerer Krankheit ihre drei Jahre ältere Schwester Elsa.
Nach Gründung der deutschen Landes-Lehrerinnenbildungsanstalt in Marburg im Jahre 1902 begann sie hier ein Studium, das sie im Jahre 1906 mit dem Lehrbefähigungsdiplom abschloss. Der Tod des Vaters im August 1907 war Ursache, dass sie mit ihrer Mutter im Herbst desselben Jahres nach Graz zog und an der örtlichen evangelischen Schule eine Stelle als Lehrerin antrat. Hier in der steirischen Landeshauptstadt veröffentlichte sie in den folgenden Jahren ihre ersten literarische Arbeiten und zwar Aufsätze im Schulboten von Franz Frisch, Beiträge im Kunstwart von Ferdinand Avenarius, Gedichte in Viktor von Gerambs Sammlung Heimatgrüße und in Roseggers Heimgarten.
1919 lernte Margarete Glantschnigg den 15 Jahre jüngeren Philosophen Ferdinand Weinhandl kennen und heiratete ihn. Mit ihm übersiedelte sie 1921 in die Ostseestadt Kiel, wo ihr Mann nach der Habilitation ab 1927 als Universitätsprofessor tätig wurde.
Am 1. Mai 1933 trat Margarete Weinhandl in die NSDAP ein (Mitgliedsnummer 2.730.352). Seit 1934 war sie ehrenamtlich im Gaustab der NS-Frauenschaft als Abteilungsleiterin für weltanschauliche Schulung sowie als Mitarbeiterin im Rassenpolitischen Amt der NSDAP tätig. An der „Nationalpolitischen Volksbildungstätte“, der ehemaligen Kieler Volkshochschule, wo ihr Ehemann für die SHUG u. a. im Wintersemester 1933/34 eine Veranstaltung zur „Weltanschauung des Nationalsozialismus“ abhielt, gab sie (im selben Semester) einen Kurs über „Die nationalsozialistische Weltanschauung im Aufgabenkreis der deutschen Frau“.
Im Jahre 1942 zog das Ehepaar nach Frankfurt am Main und 1944 kehrten beide nach Graz zurück. Die Eheleute standen dem Ehepaar Dürckheim nahe.
Nach Kriegsende wurde Weinhandls Schrift Und deine Wälder rauschen fort. Kindheit in Untersteier (Leykam, Graz 1943) in der Sowjetischen Besatzungszone in Deutschland auf die Liste der auszusondernden Literatur gesetzt. In der Deutschen Demokratischen Republik folgte auf diese Liste noch ihr Moorsonne (Steinkopf, Stuttgart 1940). Und deine Wälder rauschen fort fand auch Eingang auf die vom österreichischen Bundesministerium für Unterricht herausgegebene Liste der gesperrten Autoren und Bücher.
In Graz lebte und wirkte Margarete Weinhandl bis zu ihrem Lebensende am 28. September 1975.

## Werke (in Auswahl)
- Es ist ein Reis entsprungen, (1921)
- Erziehung und Verschlossenheit, (1922)
- Die Steiermark, eine Dichtung, (1923)
- Schleswig-Holstein, eine Landschaftsdichtung, (1927)
- Festspiel zur Feier des hundertjährigen Bestandes der evangelischen Schule in Graz 1828 – 1928, (1928)
- Der innere Tag, (1929)
- Der Gottesfreund Nikolaus von der Flüe, (1929)
- Lising, (1930)
- Kleine Bühne, (1931)
- Die Rutengängerin, Roman, (1931)
- Der Morgenvogel, Erzählung, (1932)
- Im Herzen des Gartens, Erzählung, (1934)
- Segen der Erde, Dichtung, (1937)
- Moorsonne, Roman, (1940)
- Und deine Wälder rauschen fort, (1942)
- Martin und Monika, (1951)
- Ritter, Tod und Teufel, (1954)
- Gesammelte Gedichte, (1956)
- Das Städtchen im Spiegel, (1956)
- Wo der Wald sich lichtet, (1960)
- Jugend im Weinland, (1962)
- Das Städtchen im Spiegel, (1963)
- Frühlicht, Traum und Tag, (1965)
- Natur, das offenbare Geheimnis, (1965)

## Auszeichnungen
- 1926 Mejstrik-Preis.
- 1952 Peter-Rosegger-Preis.